# Хуан Іск'єрдо
Хуан Іск'єрдо (ісп. Juan Izquierdo, 4 липня 1997, Монтевідео — 27 серпня 2024, Сан-Паулу) — уругвайський футболіст, що грав на позиції захисника. Відомий за виступами в складі низки уругвайських клубів. Помер на футбольному полі під час матчу Кубка Лібертадорес.

## Ігрова кар'єра
Хуан Іск'єрдо народився 1997 року в місті Монтевідео, та є вихованцем футбольної школи клубу «Серро». Дорослу футбольну кар'єру він розпочав 2017 року в основній команді того ж клубу, в якій грав до 2018 року, взявши участь у 28 матчах чемпіонату. У 2019 році футболіст перейшов до клубу «Пеньяроль», у складі якого грав протягом року, проте зіграв у його складі лише 5 матчів. У 2020 році Іск'єрдо перейшов до складу клубу «Монтевідео Вондерерс», а наступного року перейшов до мексиканського клубу «Атлетіко Сан-Луїс», проте за короткий час повернувся до «Монтевідео Вондерерс», у складі якого грав до кінця 2021 року.
У 2022 році Іск'єрдо грав у складі клубу «Насьйональ», і хоча провів у його складі лише один матч, проте також отримав титул чемпіона Уругваю. Наступного року футболіст грав у складі клубу «Ліверпуль» (Монтевідео), та був у його складі одним із гравців основи, та вдруге отримав титул чемпіона Уругваю.
У 2024 році Іск'єрдо повернувся до клубу «Насьйональ». 23 серпня 2024 року він вийшов на заміну після першого тайму в матчі Кубка Лібертадорес проти клубу «Сан-Паулу» в Сан-Паулу. Під час матчу він втратив свідомість, після чого футболіста терміново доставили до місцевої лікарні, де його підключили до апарату штучної вентиляції легень. Щоправда, всі реанімаційні заходи виявилися неефективними, й Іск'єрдо помер 27 серпня 2024 року. Причиною смерті футболіста названо зупину серця, пов'язану з аритмією.

## Особисте життя
Хуан Іск'єрдо був одружений, і мав 2 дітей, одне з яких народилося лише за 10 днів до його смерті.

## Титули і досягнення
- Чемпіон Уругваю (2):

«Насьйональ»: 2022
«Ліверпуль» (Монтевідео): 2023
- Володар Суперкубка Уругваю (1):

«Ліверпуль» (Монтевідео): 2023